# Fjällorienteringen
Fjällorienteringen är en tredagars orienteringstävling som arrangerats så gott som årligen sedan 1938. Tävlingen arrangeras av Jämtland-Härjedalens Orienteringsförbund och är en så kallad patrulltävling där varje lag består av två löpare. Löparna måste springa hela banan och besöka alla kontrollerna tillsammans.
Tävlingen är öppen för deltagare från 17 år och uppåt och genomförs i för orienteringen traditionella åldersklasser. Sedan några år[när?] erbjuds också öppna klasser och mixedklasser av olika längd vilket öppnat för nya deltagarkonstellationer.
De längsta klasserna har banlängder på över 25 kilometer fågelvägen var och en av de tre dagarna. De kortare banorna (för de äldre åldersklasserna och de korta öppna klasserna) är strax under 10 kilometer per dag.

## Karta
Karaktäristiskt för Fjällorienteringen är kartskalan. Tävlingen avgörs med kartskalan 1:50 000 till skillnad från de nu vanligen använda skalorna 1:10 000 eller 1:15 000. Detta ger tävlingen både en historisk återkoppling och speciell karaktär.

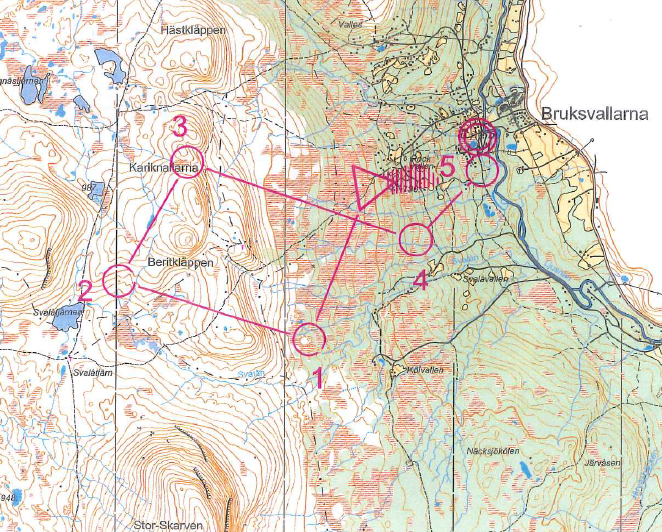
Kartexempel från Fjällorienteringen. Banan i exemplet är 10,4 kilometer lång och användes 2013.

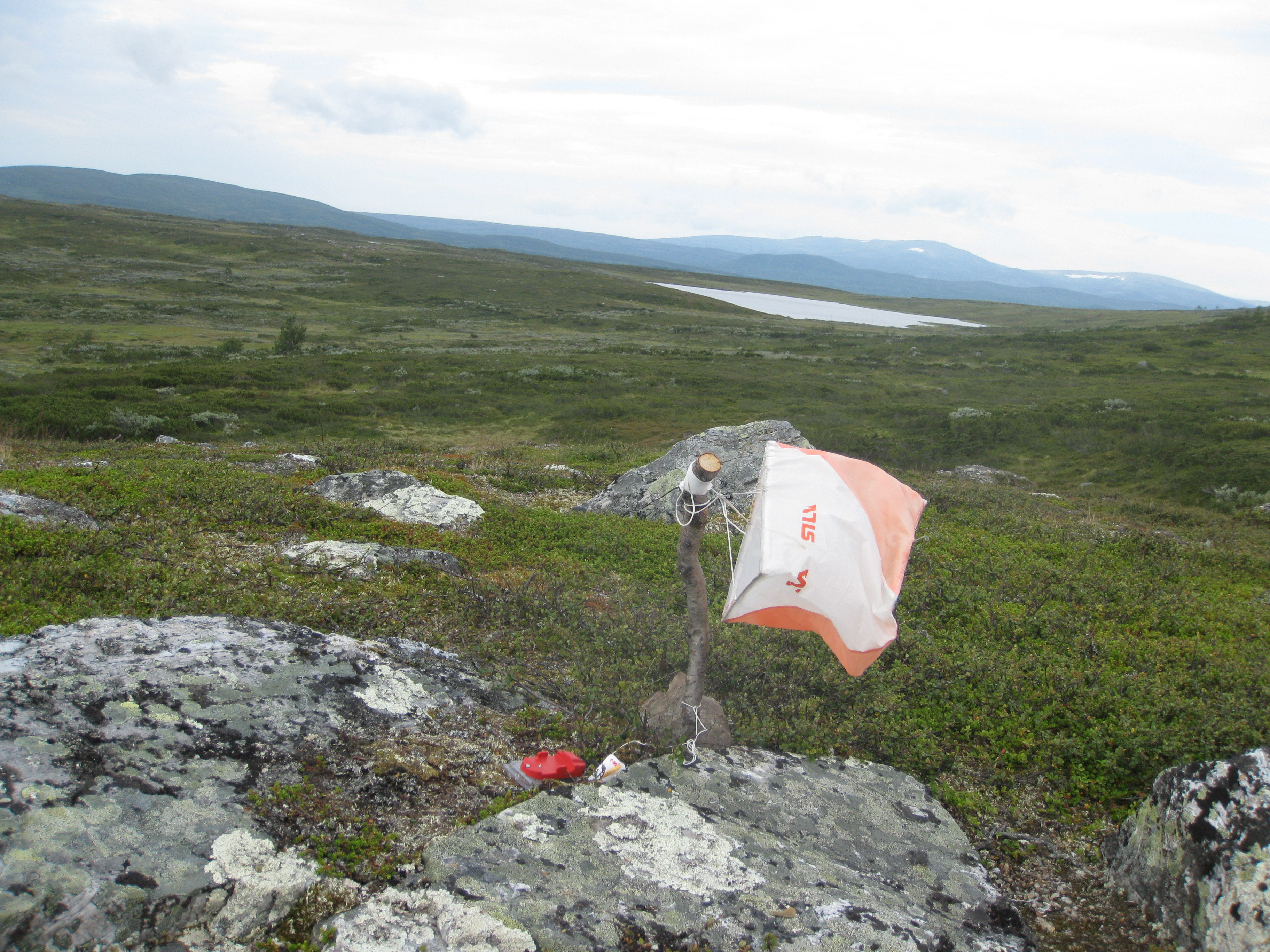
Vinden blåser i skärmen vid den andra kontrollen (se kartexemplet) vid Fjällorienteringen i Bruksvallarna 2013.

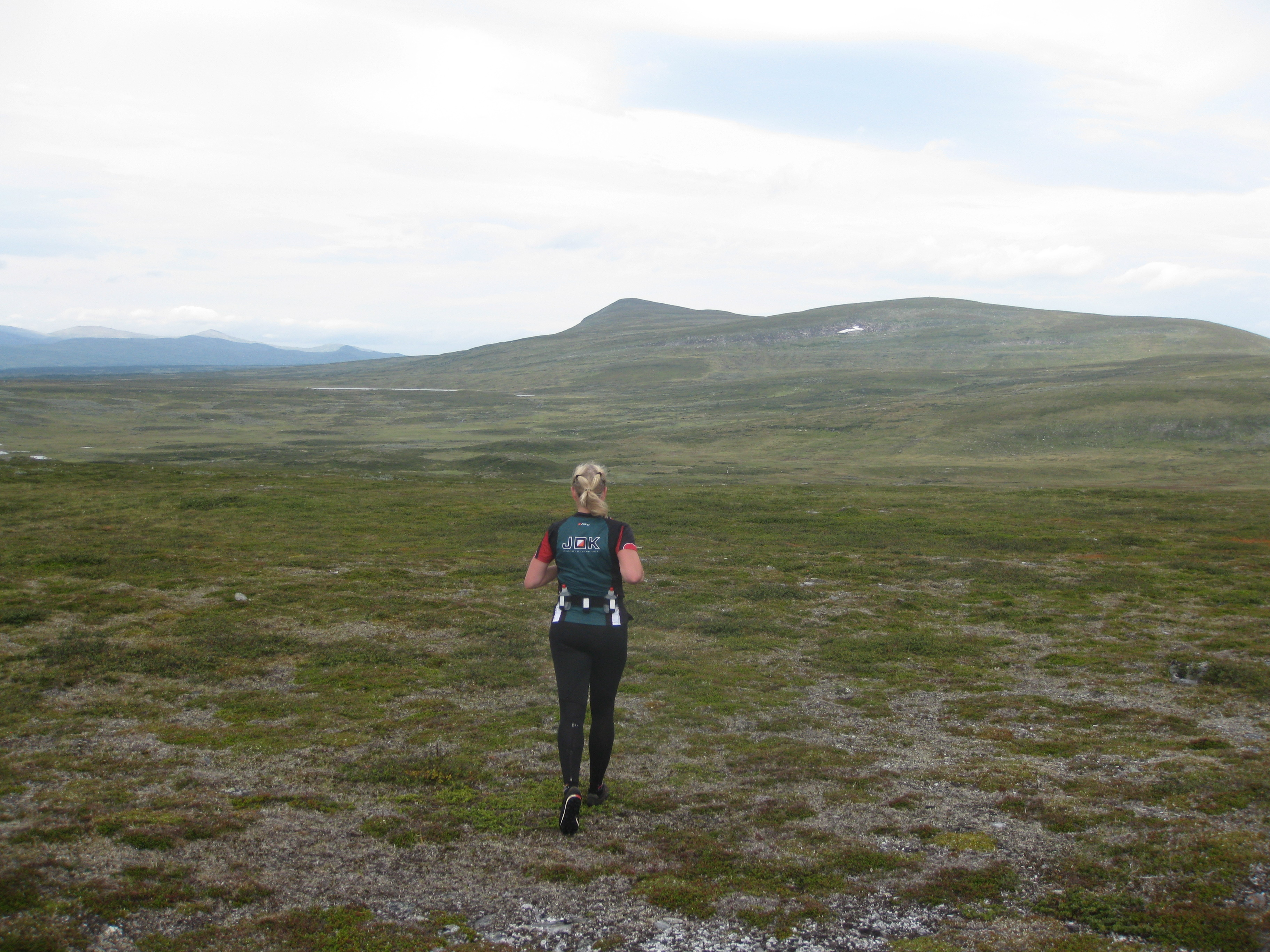
En fjällorienterare på väg över kalfjället (ungefär halvvägs mellan kontroll ett och två i kartexemplet).

## Vinnare
| År   | Herrar                               | Damer                                                          | Plats                          |
| 2014 | -                                    | -                                                              | Ingen tävling                  |
| 2013 | Juha-Matti Mikkolainen Jyri Korhonen | Karin Rabe Pia-Lena Pulkonen Vinnare D45, inga startande i D21 | Bruksvallarna                  |
| 2012 | Erik Nero Juha-Matti Mikkolainen     | Elin Dahlin Annika Östman                                      | Lofsdalen                      |
| 2011 | Patrik Lind Emil Andersson           | Lisa Svensson Frida Hallquist                                  | Tänndalen/Hamra                |
| 2010 | Ola Martner Patrik Martner           | Lisa Larsen Eva Svensson                                       | Ramundberget                   |
| 2009 | Tiio Söderhjelm Magnus Myhr          | Lisa Larsen Märta Larsen                                       | Lofsdalen                      |
| 2008 | Elis Bengtsson Johan Petterson       | Merja Runtti Elina Löytynoja                                   | Tänndalen                      |
| 2007 | Magnus Myhr Daniel Näslund           | Eva Svensson Charlotte Kalla                                   | Ramundberget/Bruksvallarna     |
| 2006 | Timo Reiman Tuomas Huopana           | Sara Lindborg Julia Limby                                      | Bruksvallarna                  |
| 2005 | Elis Bengtsson Johan Pettersson      | Jenny Limby Julia Limby                                        | Gräftåvallen                   |
| 2004 | Timo Reiman Marius Mazulis           | Anna Elffors Stina Grenholm                                    | Åre/Duved                      |
| 2003 | Bertil Nordqvist Oskar Svärd         | Mariana Handler Elin Ek                                        | *                              |
| 2002 | Bertil Nordqvist Oskar Svärd         | Sofia Lind Ida Ohlsson                                         | Storulvån                      |
| 2001 | Morgan Göransson Mårten Handler      | Anna Dahlberg Elin Ek                                          | Bruksvallarna                  |
|      |                                      |                                                                |                                |
| 1973 | *                                    | Siv Larsson Eva Jonsson Första året med damklass               | *                              |
|      |                                      |                                                                |                                |
| 1941 | -                                    | -                                                              | Ingen tävling på grund av krig |
| 1940 | -                                    | -                                                              | Ingen tävling på grund av krig |
| 1939 | Arne Sekund Gösta Magnusson          | -                                                              | Vålådalen                      |
| 1938 | Vold Hoseth                          | -                                                              | Vålådalen                      |